# تايسوكي ناكامورا
تايسوكي ناكامورا (باليابانية: 中村 太亮) (19 يوليو 1989 في كيوتو في اليابان – )؛ هو لاعب كرة قدم ياباني سابق كان يلعب كمدافع.

## وصلات خارجية
- تايسوكي ناكامورا على موقع رابطة كرة القدم اليابانية للمحترفين (اليابانية)
- تايسوكي ناكامورا على موقع قاعدة بيانات كرة القدم.إي يو (الإنجليزية)
- تايسوكي ناكامورا على موقع Soccerway.com (الإنجليزية)
- تايسوكي ناكامورا على موقع عالم كرة القدم.نت (الإنجليزية)
- تايسوكي ناكامورا على موقع كووورة